# Categoría Primera B 2009
Die Categoría Primera B 2009, nach einem Sponsor offiziell Copa Premier genannt, war die zwanzigste Spielzeit der zweiten kolumbianischen Spielklasse im Fußball der Herren, die aus Apertura und Finalización bestand. Sie begann am 31. Januar 2009 und endete am 29. November. Vorjahresmeister war Real Cartagena. Absteiger aus der ersten Liga war Atlético Bucaramanga.
Meister wurde Cortuluá, das damit in die erste Liga aufsteigen konnte. Der Vizemeister Atlético Bucaramanga verlor in der Relegation gegen Deportivo Pereira.

## Modus
In Apertura und Finalización wurden zunächst alle Mannschaften in zwei Gruppen mit je neun Mannschaften gelost. In jeder Gruppe spielten alle Mannschaften im Ligamodus zweimal gegeneinander, zusätzlich spielte jede Mannschaft gegen ein Team aus der anderen Gruppe. In jeder Gruppe qualifizierten sich die ersten vier Mannschaften für die Finalrunde, die aus zwei Gruppen mit jeweils vier Mannschaften bestand. Die beiden Gruppensieger spielten jeweils einen Halbserienmeister aus.
Die beiden Halbserienmeister qualifizierten sich für das Finale, in der der Meister und direkte Aufsteiger ermittelt wurde. Der Vizemeister spielte eine Relegation gegen den Vorletzten der ersten Liga. Absteiger aus der zweiten Liga gab es nicht.

## Teilnehmer
Die folgenden Vereine nahmen an den beiden Halbserien der Spielzeit 2009, Apertura und Finalización, teil. Córdoba FC zog von Cereté nach Sincelejo um und wurde in Atlético de la Sabana umbenannt. Girardot FC zog nach Palmira um und wurde in Deportes Palmira umbenannt. Bajo Cauca FC war bereits nach der Hinrunde der Vorsaison nach Itagüí zurückgekehrt und in Itagüí Ditaires umbenannt worden. Expreso Rojo zog von Fusagasugá nach Zipaquirá um, Dépor FC von Jamundí nach Cali und Real Santander von Floridablanca in die Nachbarstadt Bucaramanga.
| Mannschaft              | Stadt           | Stadion                     | Kapazität |
| ----------------------- | --------------- | --------------------------- | --------- |
| Academia FC             | Bogotá          | Compensar                   | 4500      |
| Alianza Petrolera       | Barrancabermeja | Daniel Villa Zapata         | 8000      |
| Atlético Bucaramanga    | Bucaramanga     | Alfonso López               | 28.000    |
| Atlético de la Sabana   | Sincelejo       | Arturo Cumplido Sierra      | 5000      |
| Barranquilla FC         | Barranquilla    | Romelio Martínez            | 20.000    |
| Bogotá FC               | Bogotá          | Alfonso López Pumarejo      | 15.000    |
| Centauros Villavicencio | Villavicencio   | Manuel Calle Lombana        | 15.000    |
| Cortuluá                | Tuluá           | Doce de Octubre             | 16.000    |
| Dépor Aguablanca        | Cali            | Olímpico Pascual Guerrero   | 45.195    |
| Deportes Palmira        | Palmira         | Francisco Rivera Escobar    | 9000      |
| Deportivo Rionegro      | Rionegro        | Alberto Grisales            | 9000      |
| Expreso Rojo            | Zipaquirá       | Municipal Los Zipas         | 2000      |
| Itagüí Ditaires         | Itagüí          | Ciudad de Itagüí            | 12.000    |
| Juventud Soacha         | Soacha          | Luis Carlos Galán Sarmiento | 8000      |
| Patriotas               | Tunja           | La Independencia            | 20.000    |
| Real Santander          | Bucaramanga     | Alfonso López               | 28.000    |
| Unión Magdalena         | Santa Marta     | Eduardo Santos              | 23.000    |
| Valledupar FC           | Valledupar      | Armando Maestre Pavajeau    | 10.000    |

## Apertura

### Erste Phase

#### Gruppe A
| Pl. | Verein                   | Sp. | S  | U | N  | Tore    | Diff. | Punkte |
| --- | ------------------------ | --- | -- | - | -- | ------- | ----- | ------ |
| 1.  | Atlético Bucaramanga (A) | 18  | 12 | 2 | 4  | 028:160 | +12   | 38     |
| 2.  | Itagüí Ditaires          | 18  | 10 | 5 | 3  | 027:140 | +13   | 35     |
| 3.  | Deportivo Rionegro       | 18  | 10 | 5 | 3  | 020:130 | +7    | 35     |
| 4.  | Unión Magdalena          | 18  | 7  | 7 | 4  | 023:160 | +7    | 28     |
| 5.  | Atlético de la Sabana    | 18  | 7  | 4 | 7  | 018:230 | −5    | 25     |
| 6.  | Real Santander           | 18  | 6  | 5 | 7  | 020:170 | +3    | 23     |
| 7.  | Valledupar FC            | 18  | 5  | 7 | 6  | 018:190 | −1    | 22     |
| 8.  | Barranquilla FC          | 18  | 4  | 4 | 10 | 016:240 | −8    | 16     |
| 9.  | Alianza Petrolera        | 18  | 0  | 5 | 13 | 011:300 | −19   | 05     |

#### Gruppe B
| Pl. | Verein                  | Sp. | S | U | N  | Tore    | Diff. | Punkte |
| --- | ----------------------- | --- | - | - | -- | ------- | ----- | ------ |
| 1.  | Patriotas               | 18  | 7 | 7 | 4  | 022:180 | +4    | 28     |
| 2.  | Cortuluá                | 18  | 7 | 6 | 5  | 023:180 | +5    | 27     |
| 3.  | Expreso Rojo            | 18  | 7 | 6 | 5  | 019:170 | +2    | 27     |
| 4.  | Deportes Palmira        | 18  | 7 | 6 | 5  | 018:170 | +1    | 27     |
| 5.  | Bogotá FC               | 18  | 7 | 4 | 7  | 014:160 | −2    | 25     |
| 6.  | Academia FC             | 18  | 6 | 6 | 6  | 018:220 | −4    | 24     |
| 7.  | Juventud Soacha         | 18  | 6 | 5 | 7  | 024:220 | +2    | 23     |
| 8.  | Centauros Villavicencio | 18  | 5 | 4 | 9  | 020:270 | −7    | 19     |
| 9.  | Dépor FC                | 18  | 3 | 4 | 11 | 015:250 | −10   | 13     |

| (A) | Absteiger aus der Categoría Primera A: Atlético Bucaramanga |

### Halbfinal-Phase

#### Gruppe A
| Pl. | Verein               | Sp. | S | U | N | Tore    | Diff. | Punkte |
| --- | -------------------- | --- | - | - | - | ------- | ----- | ------ |
| 1.  | Cortuluá             | 6   | 5 | 1 | 0 | 007:200 | +5    | 16     |
| 2.  | Deportivo Rionegro   | 6   | 3 | 1 | 2 | 010:600 | +4    | 10     |
| 3.  | Deportes Palmira     | 6   | 1 | 1 | 4 | 006:100 | −4    | 04     |
| 4.  | Atlético Bucaramanga | 6   | 1 | 0 | 5 | 003:700 | −4    | 03     |

#### Gruppe B
| Pl. | Verein          | Sp. | S | U | N | Tore    | Diff. | Punkte |
| --- | --------------- | --- | - | - | - | ------- | ----- | ------ |
| 1.  | Itagüí Ditaires | 6   | 3 | 2 | 1 | 006:300 | +3    | 11     |
| 2.  | Expreso Rojo    | 6   | 2 | 3 | 1 | 005:300 | +2    | 09     |
| 3.  | Patriotas       | 6   | 1 | 3 | 2 | 005:700 | −2    | 06     |
| 4.  | Unión Magdalena | 6   | 1 | 2 | 3 | 004:700 | −3    | 05     |

### Finale
| Datum                                     |                 | Ergebnis        |                 | Ort    |
| ----------------------------------------- | --------------- | --------------- | --------------- | ------ |
| 15.06.2009                                | Cortuluá        | 3:1 (2:0)       | Itagüí Ditaires | Tuluá  |
| 20.06.2009                                | Itagüí Ditaires | 2:0 (0:0)       | Cortuluá        | Itagüí |
| Gesamt:                                   | Cortuluá        | 3:2 (5:6 i. E.) | Itagüí Ditaires |        |
| damit wurde Cortuluá Meister der Apertura |                 |                 |                 |        |

### Torschützenliste
Bei gleicher Anzahl von Treffern sind die Spieler alphabetisch geordnet.
| Pl. | Spieler               | Mannschaft           | Tore |
| --- | --------------------- | -------------------- | ---- |
| 1.  | Humberto Osorio       | Atlético Bucaramanga | 11   |
| 1.  | Óscar Rodas           | Juventud Soacha      | 11   |
| 1.  | Francisco Villalba    | Cortuluá             | 11   |
| 4.  | Walter Franco         | Unión Magdalena      | 8    |
| 4.  | Sergio Esteban Romero | Real Santander       | 8    |
| 6.  | Erwin Carrillo        | Patriotas            | 6    |
| 6.  | Pablo Jaramillo       | Cortuluá             | 6    |
| 6.  | José Largacha         | Juventud Soacha      | 6    |
| 6.  | Óscar Londoño         | Itagüí Ditaires      | 6    |
| 6.  | Yessi Mena            | Itagüí Ditaires      | 6    |

## Finalización

### Erste Phase

#### Gruppe A
| Pl. | Verein                   | Sp. | S | U | N  | Tore    | Diff. | Punkte |
| --- | ------------------------ | --- | - | - | -- | ------- | ----- | ------ |
| 1.  | Itagüí Ditaires          | 18  | 9 | 6 | 3  | 028:200 | +8    | 33     |
| 2.  | Atlético Bucaramanga (A) | 18  | 9 | 5 | 4  | 037:210 | +16   | 32     |
| 3.  | Bogotá FC                | 18  | 7 | 7 | 4  | 028:170 | +11   | 28     |
| 4.  | Real Santander           | 18  | 7 | 7 | 4  | 022:210 | +1    | 28     |
| 5.  | Patriotas                | 18  | 7 | 3 | 8  | 023:240 | −1    | 24     |
| 6.  | Barranquilla FC          | 18  | 6 | 5 | 7  | 020:210 | −1    | 23     |
| 7.  | Deportes Palmira         | 18  | 6 | 1 | 11 | 019:280 | −9    | 19     |
| 8.  | Valledupar FC            | 18  | 6 | 1 | 11 | 014:270 | −13   | 19     |
| 9.  | Dépor FC                 | 18  | 4 | 6 | 8  | 021:250 | −4    | 18     |

#### Gruppe B
| Pl. | Verein                  | Sp. | S | U | N  | Tore    | Diff. | Punkte |
| --- | ----------------------- | --- | - | - | -- | ------- | ----- | ------ |
| 1.  | Centauros Villavicencio | 18  | 9 | 4 | 5  | 027:170 | +10   | 31     |
| 2.  | Unión Magdalena         | 18  | 8 | 6 | 4  | 034:190 | +15   | 30     |
| 3.  | Atlético de la Sabana   | 18  | 8 | 6 | 4  | 029:210 | +8    | 30     |
| 4.  | Deportivo Rionegro      | 18  | 8 | 4 | 6  | 022:210 | +1    | 28     |
| 5.  | Juventud Soacha         | 18  | 7 | 6 | 5  | 021:230 | −2    | 27     |
| 6.  | Academia FC             | 18  | 7 | 4 | 7  | 027:250 | +2    | 25     |
| 7.  | Expreso Rojo            | 18  | 6 | 6 | 6  | 016:190 | −3    | 24     |
| 8.  | Cortuluá                | 18  | 6 | 5 | 7  | 022:220 | ±0    | 23     |
| 9.  | Alianza Petrolera       | 18  | 2 | 1 | 15 | 010:410 | −31   | 07     |

| (A) | Absteiger aus der Categoría Primera A: Atlético Bucaramanga |

### Halbfinal-Phase

#### Gruppe A
| Pl. | Verein                  | Sp. | S | U | N | Tore    | Diff. | Punkte |
| --- | ----------------------- | --- | - | - | - | ------- | ----- | ------ |
| 1.  | Atlético de la Sabana 1 | 6   | 3 | 1 | 2 | 008:600 | +2    | 10     |
| 2.  | Bogotá FC               | 6   | 3 | 1 | 2 | 012:700 | +5    | 10     |
| 3.  | Deportivo Rionegro      | 6   | 3 | 1 | 2 | 008:900 | −1    | 10     |
| 4.  | Itagüí Ditaires         | 6   | 0 | 3 | 3 | 007:130 | −6    | 03     |

#### Gruppe B
| Pl. | Verein                  | Sp. | S | U | N | Tore    | Diff. | Punkte |
| --- | ----------------------- | --- | - | - | - | ------- | ----- | ------ |
| 1.  | Atlético Bucaramanga    | 6   | 3 | 2 | 1 | 008:400 | +4    | 11     |
| 2.  | Centauros Villavicencio | 6   | 2 | 2 | 2 | 005:600 | −1    | 08     |
| 3.  | Unión Magdalena         | 6   | 2 | 2 | 2 | 006:700 | −1    | 08     |
| 4.  | Real Santander          | 6   | 0 | 4 | 2 | 004:600 | −2    | 04     |

### Finale
| Datum                                                     |                       | Ergebnis  |                       | Ort         |
| --------------------------------------------------------- | --------------------- | --------- | --------------------- | ----------- |
| 14.11.2009                                                | Atlético de la Sabana | 1:1 (1:0) | Atlético Bucaramanga  | Sincelejo   |
| 18.11.2009                                                | Atlético Bucaramanga  | 2:1 (2:0) | Atlético de la Sabana | Bucaramanga |
| Gesamt:                                                   | Atlético de la Sabana | 2:3       | Atlético Bucaramanga  |             |
| damit wurde Atlético Bucaramanga Meister der Finalización |                       |           |                       |             |

### Torschützenliste
Bei gleicher Anzahl von Treffern sind die Spieler alphabetisch geordnet.
| Pl. | Spieler            | Mannschaft              | Tore |
| --- | ------------------ | ----------------------- | ---- |
| 1.  | Erwin Carrillo     | Patriotas               | 14   |
| 1.  | Marlón Díaz Chacón | Atlético Bucaramanga    | 14   |
| 3.  | Luis Alexander     | Deportivo Rionegro      | 11   |
| 4.  | Wilberto Cosme     | Bogotá FC               | 10   |
| 4.  | Célimo Polo        | Centauros Villavicencio | 10   |
| 4.  | Leandro Vargas     | Unión Magdalena         | 10   |

## Finale
| Datum                                                               |                      | Ergebnis  |                      | Ort         |
| ------------------------------------------------------------------- | -------------------- | --------- | -------------------- | ----------- |
| 25.11.2009                                                          | Cortuluá             | 3:0 (1:0) | Atlético Bucaramanga | Tuluá       |
| 29.11.2009                                                          | Atlético Bucaramanga | 1:1 (0:0) | Cortuluá             | Bucaramanga |
| Gesamt:                                                             | Cortuluá             | 4:1       | Atlético Bucaramanga |             |
| damit wurde Cortuluá Meister und stieg direkt in die erste Liga auf |                      |           |                      |             |

## Relegation
| Datum |                      | Ergebnis  |                      | Ort         |
| --- | -------------------- | --------- | -------------------- | ----------- |
| 02.12.2009 | Atlético Bucaramanga | 1:2 (0:1) | Deportivo Pereira    | Bucaramanga |
| 17.12.2009 | Deportivo Pereira    | 3:2 (1:0) | Atlético Bucaramanga | Pereira     |
| Gesamt: | Atlético Bucaramanga | 3:5       | Deportivo Pereira    |             |
| damit konnte Atlético Bucaramanga nicht in die Categoría Primera A aufsteigen und Deportivo Pereira blieb in der ersten Liga |                      |           |                      |             |

## Gesamttabelle
In der Reclasificación werden alle Spiele der Spielzeit zusammengefasst.
| Pl. | Verein                  | Sp. | S  | U  | N  | Tore    | Diff. | Punkte |
| --- | ----------------------- | --- | -- | -- | -- | ------- | ----- | ------ |
| 1.  | Atlético Bucaramanga    | 52  | 26 | 11 | 15 | 081:540 | +27   | 89     |
| 2.  | Itagüí Ditaires         | 50  | 23 | 16 | 11 | 071:560 | +15   | 85     |
| 3.  | Deportivo Rionegro      | 48  | 24 | 12 | 12 | 059:490 | +10   | 84     |
| 4.  | Cortuluá                | 46  | 20 | 13 | 13 | 058:450 | +13   | 73     |
| 5.  | Unión Magdalena         | 48  | 18 | 16 | 14 | 067:490 | +18   | 70     |
| 6.  | Atlético de la Sabana   | 44  | 18 | 12 | 14 | 057:530 | +4    | 66     |
| 7.  | Bogotá FC               | 42  | 17 | 12 | 13 | 054:400 | +14   | 63     |
| 8.  | Expreso Rojo            | 42  | 15 | 14 | 13 | 041:390 | +2    | 59     |
| 9.  | Centauros Villavicencio | 42  | 16 | 10 | 16 | 053:510 | +2    | 58     |
| 10. | Patriotas               | 42  | 15 | 13 | 14 | 050:490 | +1    | 58     |
| 11. | Real Santander          | 42  | 13 | 16 | 13 | 046:440 | +2    | 55     |
| 12. | Juventud Soacha         | 36  | 13 | 11 | 12 | 044:440 | ±0    | 50     |
| 13. | Deportes Palmira        | 42  | 14 | 8  | 20 | 041:540 | −13   | 50     |
| 14. | Academia FC             | 36  | 13 | 10 | 13 | 046:480 | −2    | 49     |
| 15. | Valledupar FC           | 36  | 11 | 8  | 17 | 032:460 | −14   | 41     |
| 16. | Barranquilla FC         | 36  | 10 | 9  | 17 | 036:450 | −9    | 39     |
| 17. | Dépor FC                | 36  | 7  | 10 | 19 | 036:510 | −15   | 31     |
| 18. | Alianza Petrolera       | 36  | 2  | 6  | 28 | 021:710 | −50   | 12     |